# Esculetin
Esculetin ist ein Cumarin-Derivat. In der Natur kommt es unter anderem in Eschenrinde (Cortex Fraxini) vor, welche in der traditionellen chinesische Medizin eingesetzt wird. Die pharmakologische Wirkung der Eschenrinde beruht dabei unter anderem auf dem Vorhandensein von Esculetin und seines Glycosid Aesculin.

## Wirkung
Esculetin ist ein Antioxidans und kann dadurch DNA vor Schädigung durch oxidativen Stress schützen. Diese Wirkung konnte z. B. in Versuchen mit Zellkulturen gezeigt werden. Esculetin war dabei in der Lage  reaktive Sauerstoffspezies (ROS), welche durch UV-Licht gebildet werden können, abzufangen. Diese Beobachtung legt eine vorbeugende Wirkung von Esculetin gegen Hautkrebs nahe. Esculetin-haltige Naturheilmittel werden außerdem in der Volksmedizin gegen Leberschäden eingesetzt. Eine vorbeugende Wirkung von Esculetin gegen Leberschäden durch Paracetamol konnte in Experimenten mit Mäusen tatsächlich nachgewiesen werden. Die leberschützende Wirkung beruht vermutlich auf der Reaktion von Esculetin mit den, durch das Leberenzym Cytochrom P450 gebildeten, freien Radikalen. Weitere mögliche Wirkungen gegen u. a. Diabetes, Adipositas oder Leukämie konnten in Tier- und Zellkultur-Experimente festgestellt werden.

## Synthese
Synthetisch kann Esculetin ausgehend von p-Benzochinon hergestellt werden. Dieses wird zunächst in einer 1,4-Addition mit Essigsäureanhydrid zu Hydroxyhydrochinontriacetat umgesetzt. Letzteres reagiert mit Äpfelsäure zu Esculetin. Beide genannten Teilreaktionen benötigen Schwefelsäure als Katalysator.
Eine weitere Synthesemöglichkeit besteht in der Umsetzung von Hydroxyhydrochinon mit Propiolsäureethylester. Bei dieser Reaktion fungiert Zinkchlorid als Katalysator.